# Parafia Najświętszego Serca Jezusowego w Childers
Parafia Najświętszego Serca Jezusowego w Childers – parafia rzymskokatolicka, należąca do archidiecezji Brisbane.
Przy parafii funkcjonuje katolicka szkoła podstawowa św. Józefa.